# 카시오 F-91W
카시오 F-91W는 일본의 전자제품 회사인 카시오가 제조하는 디지털 손목 시계이다. 1989년 6월 F-87W의 후속 모델로 출시되었으며 저렴한 가격과 긴 배터리 수명, 상징적인 디자인으로 인기를 얻었다. 2011년 기준으로 연간 3백만 개 이상 생산되었으며 세계에서 가장 많이 팔린 손목시계이다.